# Eileen Percy
Eileen Percy (Belfast, 21 agosto 1900 – Beverly Hills, 29 luglio 1973) è stata un'attrice britannica.

## Biografia
Nata a Belfast nel 1900, Eileen Percy crebbe a Brooklyn. Già all'età di undici anni era apparsa in teatro, in uno spettacolo di Broadway. Lavorò anche come modella, diventando una Ziegfeld Girls per le Follies del celebre impresario.
Iniziò la sua carriera cinematografica nel 1917, recitando in un film diretto da Allan Dwan. Esordisce in maniera brillante, con ruoli da protagonista dove recita sempre al fianco del celeberrimo Douglas Fairbanks. Ma, già dopo una mezza dozzina di film, scivola in parti da comprimaria o, addirittura, in secondi ruoli.
Eileen Percy recitò, tra gli altri, accanto a Olive Thomas, Rodolfo Valentino, Bessie Love.

## Riconoscimenti
- Young Hollywood Hall of Fame (1908-1919)

## Filmografia
La filmografia è completa. Quando manca il nome del regista, questo non viene riportato nei titoli.

### Attrice
- Panthea, regia di Allan Dwan (1917)
- Wild and Woolly, regia di John Emerson (1917)
- Down to Earth, regia di John Emerson (1917)
- Il fanciullo del West (The Man from Painted Post), regia di Joseph Henabery (1917)
- Reaching for the Moon, regia di John Emerson (1917)
- A Waiter's Wasted Life, regia di Jack White (1918)
- The Empty Cab, regia di Douglas Gerrard (1918)
- Hitting the High Spots, regia di Charles Swickard (1918)
- Where the West Begins, regia di Henry King (1919)
- Brass Buttons, regia di Henry King (1919)
- Some Liar, regia di Henry King (1919)
- One-Thing-At-a-Time O'Day, regia di John Ince (1919)
- The Gray Horizon, regia di William Worthington (1919)
- Told in the Hills, regia di George Melford (1919)
- In Mizzoura, regia di Hugh Ford (1919)
- Desert Gold, regia di T. Hayes Hunter (1919)
- The Pleasant Devil, regia di Christy Cabanne e Louis J. Gasnier (1919)
- Leave It to Me, regia di Emmett J. Flynn (1920)
- The Flapper, regia di Alan Crosland (1920)
- The Third Eye, regia di James W. Horne (1920)
- The Man Who Dared, regia di Emmett J. Flynn (1920)
- Her Honor the Mayor, regia di Paul Cazeneuve (1920)
- The Husband Hunter, regia di Howard M. Mitchell (1920)
- Beware of the Bride, regia di Howard M. Mitchell (1920)
- The Land of Jazz, regia di Jules Furthman (1920)
- Why Trust Your Husband, regia di George Marshall (1921)
- The Blushing Bride, regia di Jules Furthman (1921)
- The Tomboy, regia di Carl Harbaugh (1921)
- Big Town Ideas, regia di Carl Harbaugh (1921)
- Maid of the West, regia di Philo McCullough e C.R. Wallace (1921)
- Little Miss Hawkshaw, regia di Carl Harbaugh (1921)
- Hickville to Broadway, regia di Carl Harbaugh (1921)
- Whatever She Wants, regia di C.R. Wallace (1921)
- Pardon My Nerve!, regia di B. Reeves Eason (1922)
- Elope If You Must, regia di C.R. Wallace (1922)
- Western Speed, regia di Scott R. Dunlap, C.R. Wallace e William Wallace (1922)
- The Fast Mail, regia di Bernard J. Durning (1922)
- The Flirt, regia di Hobart Henley (1922)
- The Prisoner, regia di Jack Conway (1923)
- The Fourth Musketeer, regia di William K. Howard (1923)
- Within the Law, regia di Frank Lloyd (1923)
- East Side - West Side, regia di Irving Cummings (1923)
- Children of Jazz, regia di Jerome Storm (1923)
- Yesterday's Wife, regia di Edward LeSaint (1923)
- Hollywood, regia di James Cruze (1923)
- Let's Go, regia di William K. Howard (1923)
- Missing Daughters, regia di William H. Clifford (1924)
- The Turmoil, regia di Hobart Henley (1924)
- Tongues of Flame, regia di Joseph Henabery (1924)
- Under the Rouge, regia di Lewis H. Moomaw (1925)
- Fine Clothes, regia di John M. Stahl (1925)
- Souls for Sables, regia di James C. McKay (1925)
- The Unchastened Woman, regia di James Young (1925)
- The Shadow on the Wall, regia di B. Reeves Eason (1925)
- Cobra, regia di Joseph Henabery (1925)
- The Phantom Bullet, regia di Clifford Smith (1926)
- Lovey Mary, regia di King Baggot (1926)
- Race Wild, regia di Oscar Apfel (1926)
- That Model from Paris, regia di Louis J. Gasnier (1926)
- Burnt Fingers, regia di Maurice Campbell  (1926)
- Backstage, regia di Phil Goldstone (1927)
- Twelve Miles Out, regia di Jack Conway (1927)
- Spring Fever, regia di Edward Sedgwick (1927)
- Voce del mondo (Telling the World), regia di Sam Wood (1928)
- The Broadway Hoofer, regia di George Archainbaud (1929)
- Temptation, regia di E. Mason Hopper (1930)
- Condannata (Wicked), regia di Allan Dwan (1931)
- The Cohens and Kellys in Hollywood, regia di John Francis Dillon (1932)
- Il figlio dell'amore (The Secret of Madame Blanche), regia di Charles Brabin (1933)
- Bed of Roses, regia di Gregory La Cava (1933)

### Film o documentari dove appare Eileen Percy
- Screen Snapshots, Series 1, No. 17 (1921)
- Hollywood, regia di James Cruze (1923)
- First Aid, regia di Will Jason (1943)
- Emozioni e risate, regia di Robert Youngson (1961)
- The Woman with the Hungry Eyes, regia di Hugh Munro Neely (2006)
- The ONE Show tv (2012)

## Spettacoli teatrali
- Stop! Look! Listen! (Broadway, 25 dicembre 1915)